# Котката с шапка (телевизионен филм)
Вижте пояснителната страница за други значения на Котката с шапка.
„Котката с шапка“ (на английски: The Cat in the Hat) е американски анимационен телевизионен филм от 1971 г. Той е адаптация на едноименната детска книга от писателя Доктор Сюс. Продуциран е от компанията на Дейвид Депаши и Фриц Фреленг. Режисьор е Хаули Прат, а в озвучаващия състав участват певецът и комик Алън Шърман в ролята на главния герой и озвучаващият актьор Доус Бътлър в ролята на Г-н Кринкълбайн.

## Сюжет
Две скучаещи деца получават неочакван гост – Котка с шапка. Той им отваря очите към един забавен и леко хаотичен свят на въображение в собствената им къща, но всичко трябва да се върне на място преди майка им да се е прибрала у дома.

## Актьорски състав
- Алън Шърман – Котката в шапка[2]
- Доус Бътлър – Г-н Карлос К. Кринкълбайн (Рибата)[2]
- Памелин Фердин – Момичето[2]
- Тони Фрейзър – Момчето[2]
- Глория Камачо – Мама[2]
- Търл Рейвънскрофт – Нещо 1[2]
- Луис Морфорд – Нещо 2[2]